# Erigorgus narkandensis
Erigorgus narkandensis är en stekelart som först beskrevs av Gupta 1955.  Erigorgus narkandensis ingår i släktet Erigorgus och familjen brokparasitsteklar. Inga underarter finns listade i Catalogue of Life.